# Guillaume-Charles Faipoult
Guillaume-Charles Faipoult, né à Paris le 4 décembre 1752 et mort à Augy (Yonne) le 8 octobre 1817, est un homme politique français.

## Biographie
Issu d'une famille noble de Champagne, s'appelait avant la Révolution française, le chevalier de Maisoncelles, et paraissait tenir beaucoup à la noblesse de son origine, qui cependant n'était ni illustre ni bien établie. Destiné à la carrière du génie militaire, il fit ses études à l'école de Mézières, où il fut le condisciple de Carnot, de Meunier[Lequel ?] et d'autres hommes qui sont devenus célèbres.
Nommé lieutenant dans son arme, il fut employé aux travaux de Cherbourg, et parvint bientôt au grade de capitaine. Ayant demandé, en 1780, un emploi dans la guerre d'Amérique, et n'ayant pu l'obtenir, il donna sa démission. Ainsi il était mécontent lorsque la Révolution commença, et il devait s'en montrer partisan. Il vint donc se mêler dans la capitale à tous les ambitieux qui se préparaient à l'exploiter. Admis à la société des jacobins, il entra en 1792 au ministère de l'Intérieur, où il fut secrétaire général sous Roland.
Bien que lié au parti de la Gironde, sa circonspection naturelle l'empêcha de se compromettre dans les événements du 31 mai 1793 : mais il fut banni de Paris peu de temps après, par le décret qui en expulsa tous les nobles, et n'y revint que lorsque Robespierre fut renversé. Après avoir été ministre des finances pendant quelques mois (du 2 octobre 1795 au 13 février 1796) et remplacé par Ramel-Nogaret, il fut envoyé comme ministre plénipotentiaire à Gênes, en 1795. C'était une mission de haute confiance, car depuis longtemps le gouvernement français nourrissait des projets sur cette antique république qui possédait de grandes richesses avec peu de moyens de les défendre, et dont l'occupation était d'ailleurs nécessaire pour s'assurer l'entrée de l'Italie. Ces projets devaient donc recevoir leur développement, lorsque Napoléon Bonaparte fut près d'envahir la Péninsule.
Alors des détachements de l'armée française furent envoyés jusqu'aux portes de la ville ; et des batteries furent établies sur toute la côte, où les navires français venaient sans cesse opérer des descentes pour l'approvisionnement de leurs troupes. L'Anglais Nelson, se trouvant un jour dans le port de Gênes, avec une petite flotte, en sortit indigné, et s'empara d'un bâtiment français en présence de toute la ville. Faypoult jeta les hauts cris ; il demanda que toute communication fût à l'instant même rompue avec les Anglais, et que les vaisseaux de cette nation qui se trouvaient dans le port fussent remis à la France comme compensation du navire capturé.
Après quelque hésitation, le petit et le grand conseil épouvantés se soumirent à tout ; et la république de Gênes, dès lors complètement dominée par la France, remit encore une somme de quatre millions. À ce prix on lui accorda quelques jours de répit. Ce ne fut qu'au mois de mai de l'année suivante qu'éclatèrent les mouvements qui devaient lui coûter de nouveaux sacrifices et renverser définitivement son antique constitution. Bonaparte, après avoir signé avec l'Autriche les préliminaires de Leoben, où il avait promis de livrer Venise pieds et poings liés, venait de s'emparer de cette république par des moyens à peu près pareils à ceux qui allaient être employés contre Gênes.
Ce fut donc d'après ses instructions et celles du Directoire que le ministre Faypoult organisa secrètement des associations patriotiques, formées d'aventuriers de toutes les nations, que dirigeait l'apothicaire Morandi[Lequel ?] ; et lorsque tout fut disposé pour l'explosion, il écrivit au chef de l'armée française : « Voilà le fil avec lequel il est et facile de mener les conseils et la réformation de Gènes avec l'accélération ou le retardement de vitesse qui conviendra….» Il paraît que le signal ou l'ordre que demandait Faypoult ne se fit pas longtemps attendre ; car dès le 21 mai sept ou huit cents révolutionnaires dirigés par Morandi arborèrent la cocarde tricolore ; après avoir déclaré le peuple de Gênes en insurrection contre l'oligarchie, ils s'emparèrent de l'arsenal, des principaux postes, et ils se mettaient en devoir de déposer les magistrats, d'en créer de nouveaux, lorsque le véritable peuple, les charbonniers, les portefaix, et beaucoup d'habitants de la campagne, accourus pour défendre la patrie, tombèrent sur ces prétendus patriotes, aux cris de Viva Maria, en assommèrent une partie, en conduisirent d'autres en prison et reprirent tous les postes dont ils s'étaient emparés.
Ce qu'il y eut de plus remarquable dans ce triomphe du peuple génois, c'est qu'il trouva dans la maison du chef des révolutionnaires, Morandi, des papiers extrêmement précieux, qui furent portés au sénat, et par lesquels on eut la preuve que tout ce mouvement avait été préparé, dirigé par le gouvernement français et son ambassadeur. Lorsque celui-ci voulut réclamer la délivrance des prisonniers, on lui répondit que l'on savait tout, qu'on ne délivrerait que ceux dont les noms ne se trouvaient pas sur les listes de Morandi ; et Faypoult lui-même, quand il revint du palais, fut insulté et menacé. Alors, aussi effrayé qu'il avait été arrogant, le ministre français demanda une garde, qui lui fut accordée. Voyant son fil lui échapper, il écrivit au général Bonaparte que « l'entreprise des patriotes s'était faite sans prévoyance et sans concert, qu'ils avaient compromis les Français en mettant des cocardes tricolores, et qu'ils avaient recouru à des moyens indignes en délivrant les galériens et en voulant ouvrir les prisons ; que cette conduite avait révolté toute la ville ; qu'enfin la grande majorité voulait conserver le pouvoir dans l'ordre de la noblesse ; que rien n'était mûr à Gênes pour une révolution, et que tout le peuple y voulait encore ce qu'il appelait son prince..,  » c'est-à-dire l'ancien gouvernement. Mais Bonaparte n'était pas homme à s'arrêter dans un tel chemin. Il dirigea aussitôt contre Gènes un corps de 12 000 hommes, et fit partir son aide de camp Lavalette[Lequel ?], ayec une lettre menaçante, que cet officier lut en plein sénat, et en présence de l'ambassadeur Faypoult un peu rassuré par cet appui : Si, vingt-quatre heures après la réception de cette lettre, écrivait le général en chef, vous n'avez pas mis à la disposition du ministre de France tous les Français qui sont dans vos prisons, si vous n'avez pas fait arrêter les hommes  qui excitent le peuple, si vous ne désarmez pas cette populace… le ministre de la république française sortira de Gênes, et l'aristocratie aura existé… »
Épouvantés par de telles paroles, les sénateurs se soumirent à tout ; ils arrêtèrent même trois des leurs, dont le seul tort était d'avoir cru à la possibilité de défendre la patrie ; ils mirent en liberté tous les prisonniers faits dans l'émeute, et envoyèrent trois commissaires à Milan auprès du général en chef, pour recevoir de lui une constitution plus conforme au nouveau système de la démocratie. On pense que leurs instructions furent accompagnées de quelque chose de plus concluant encore. Ce qui doit le faire croire, c'est que les députés revinrent très satisfaits, avec une constitution beaucoup moins populaire qu'ils ne l'avaient pensé, et que Bonaparte insista lui-même pour que ni les nobles ni les prêtres ne fussent exclus du gouvernement. Le ministre Faypoult, qui les avait accompagnés, eut également lieu d'être satisfait du général en chef, et tous les deux reçurent encore de la république régénérée des témoignages publics de sa reconnaissance. Une médaille fut frappée en leur honneur avec cet exergue : à Napoléon Bonaparte et à Guillaume Faypoult, la Ligurie reconnaissante.
Depuis cette époque, Faypoult, dans toutes les occasions, reçut de Bonaparte de nombreux témoignages d'estime, et, de son côté, il se montra constamment fort attaché à sa fortune. Cependant il refusa, l'année suivante, de l'accompagner dans son aventureuse campagne d'Égypte. Se croyant plus propre à servir la république par son talent diplomatique, dont il amenait de faire une si heureuse application, le régénérateur se rendit à Milan, puis à Rome, et enfin à Naples avec des missions analogues ; mais il paraît qu'en créant la république parthénopéenne, il s'occupa de ses finances avec trop d'âpreté, car il eut à cette occasion de vifs démêlés avec Championnet et Bonamy, qui le firent chasser de Naples par leurs soldats. Ces généraux, qui succombèrent ensuite eux-mêmes devant ses accusations, ayant été réhabilités, Faypoult fut poursuivi à son tour et forcé de se tenir caché jusqu'au triomphe de Bonaparte, le 18 brumaire.
Alors le nouveau consul le nomma préfet de l'Escaut. Il administra ce département pendant huit ans avec assez de sagesse, et il ne le quitta qu'en octobre 1808
, par suite d'une irruption que la mer fit dans cette contrée, après avoir rompu les digues qui devaient la garantir. On rendit Faypoult responsable de ce malheureux événement, et il perdit son emploi.

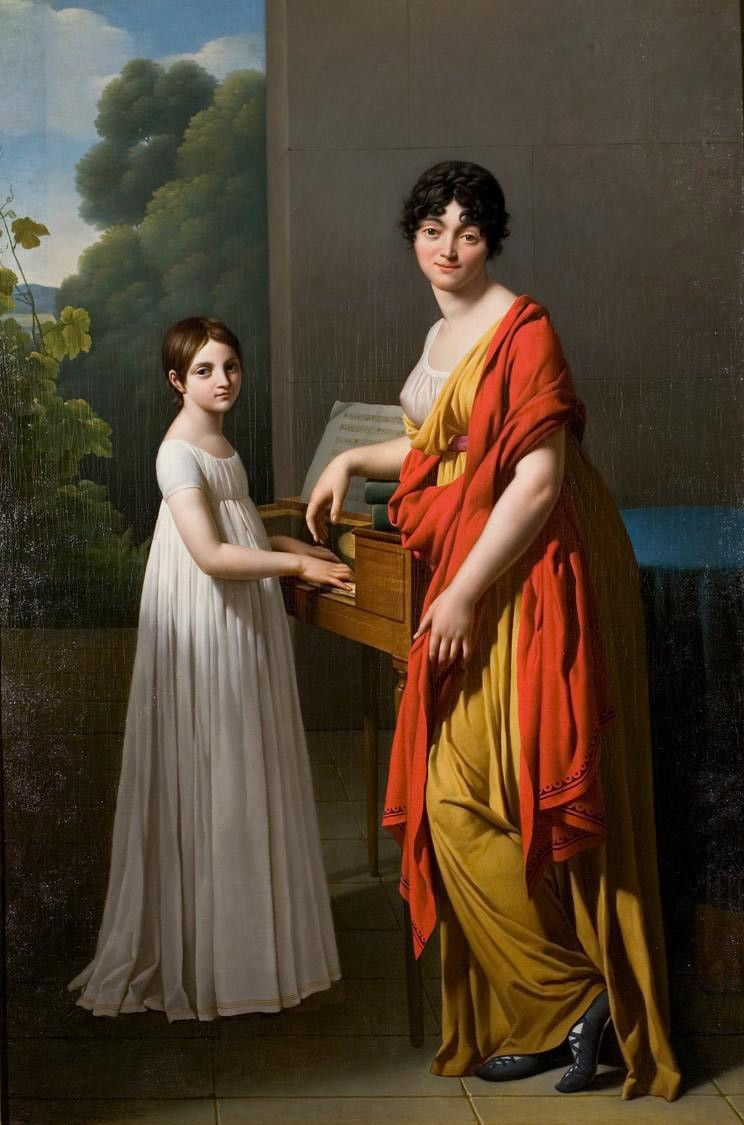
Germaine, épouse de Guillaume-Charles Faipoult, et leur fille adoptive Julie jouant de l'épinette, portrait de Gioacchino Serangeli, vers 1799 (Chrysler Museum of Art)

Ce fut alors que le nouveau roi d'Espagne, Joseph Bonaparte, l'appela à Madrid pour en faire son ministre des finances. Faypoult conserva ces fonctions jusqu'en 1813, et il ne quitta l'Espagne qu'avec son maître, pour se rendre à Paris, où l'empereur Napoléon, revenu de sa campagne de Saxe, lui confia la mission importante d'aller observer et sonder les différentes puissances de l'Italie, et plus particulièrement Murat, afin de les maintenir dans l'alliance de la France. Mais Faypoult avait à peine entamé quelques négociations, que de nouveaux revers, et enfin la chute du trône impérial le forcèrent d'y renoncer.
Revenu à Paris, il n'y obtint aucun emploi sous la Restauration ; mais Bonaparte, aussitôt après son retour de l'île d'Elbe, en avril 1815, le nomma préfet du département de Saône-et-Loire. Il se trouvait ainsi à Mâcon lors de l'invasion des Autrichiens ; et ce fut lui qui, autorisé par le maréchal Suchet, leur ouvrit les portes de cette ville. Il remit ensuite ses pouvoirs à M. de Rigny, son successeur, nommé par le roi Louis XVIII ; et se retira à Gand, où les souvenirs de son administration lui assurèrent un bon accueil.
Il revint à Paris en 1816, et mourut à AUGY pres d'Auxerre dans l'YONNE le 8 octobre 1817.Faypoult avait publié en l'an 5 un Essai sur les finances.
Il épouse en premières noces Marie Claude Bergeat, dont il divorce; il se remarie avec Germaine Duché, veuve Thomas-Gervais RINGARD. Sans enfant, ils adoptent en 1801 une nièce, Charlotte-Germaine-Julie Grandjean-Delisle, mariée au baron Louis de Séganville, ancien colonel du 2e Hussards.